# 爱尔兰自由邦临时政府主席
爱尔兰自由邦临时政府主席是1922年1月创立的一个过渡职位，这个职位一直持续到1922年12月爱尔兰自由邦成立。
爱尔兰共和国的国民议会在1921年12月通过了英爱条约，并成立了合法政府，迈克尔·柯林斯任临时政府主席，他也是阿瑟·格里菲斯政府的财政部长。
阿瑟·格里菲斯和迈克尔·柯林斯在1922年去世后，科斯格雷夫成为了爱尔兰临时政府主席。

## 爱尔兰临时政府主席列表
| #  | 姓名                   | 照片 | 上任日期      | 离任日期      | 政党   |
| 1. | 迈克尔·柯林斯          |      | 1922年1月16日 | 1922年8月22日 | 新芬党 |
| 2. | 威廉·托马斯·科斯格雷夫 |      | 1922年8月22日 | 1922年12月6日 | 新芬党 |